# Ligne de Coolus à Sens
La ligne de Coolus à Sens est une ligne de chemin de fer française, à voie unique et à écartement standard, partiellement déclassée, qui relie les gares de Coolus (à proximité de Châlons-en-Champagne) et de Troyes, en région Grand Est, à Sens, en région Bourgogne-Franche-Comté. Elle était un maillon du projet d'une ligne d'Orléans à Châlons, grande rocade autour de Paris.
Elle constitue la ligne no 006 000 du réseau ferré national. Historiquement, elle constituait une partie de la ligne 26 (Saint-Florentin - Châlons-sur-Marne) dans l'ancienne numérotation SNCF des lignes de la région Est.

## Histoire
La ligne, partie d'un itinéraire « d'Orléans à Châlons-sur-Marne » est concédée par une convention signée le 14 juin 1864 entre le ministre des Travaux publics et Messieurs James Nugent Daniel, James Legeyt Daniell fils, Louis-Théodore de Boudard, Charles-Édouard Mangles, Philippe Shore Fletcher et William Truck. Cette convention est approuvée par un décret impérial à la même date. Toutefois, ces concessionnaires sont déchus par un arrêté du ministre des Travaux publics le 18 avril 1868. La ligne « d'Orléans à Châlons-sur-Marne » est déclarée d'utilité publique par décret impérial le 19 juin 1868.
Par décret impérial du 29 mai 1869, la concession de ligne « d'Orléans à Châlons-sur-Marne » est mise en adjudication. L'adjudication au profit de Messieurs de Buissierre, Donon et Tenré est prononcée le 10 août 1869. Elle est approuvée par décret impérial le 16 février 1870.
La ligne, d’abord à voie unique, est ouverte le 6 mai 1873 entre Coolus et Sens.
La ligne est rachetée par l'État selon les termes d'une convention signée le 26 avril 1877 entre le ministre des Travaux Publics et la Compagnie du chemin de fer d'Orléans à Châlons. Cette convention est approuvée par une loi le 18 mai 1878.
Par décret du 25 mai 1878, l’Administration des chemins de fer de l'État est créée et reprend l’exploitation de la ligne à la défaillante Compagnie du chemin de fer d’Orléans à Châlons.
En 1880, le Réseau de l’État fait poser une deuxième voie.
La ligne est cédée par l'État à la Compagnie des chemins de fer de l'Est par une convention signée entre le ministre des Travaux publics et la compagnie le 11 juin 1883. Cette convention est approuvée par une loi le 20 novembre suivant.
La section Troyes - Sens est fermée aux voyageurs le 2 octobre 1938.
La section Coolus - Troyes est fermée aux voyageurs le 28 mai 1972.
En 1944, un bombardement coupa le pont sur l’Yonne dit « pont de fer ». Il ne fut jamais reconstruit. Dès lors, l’exploitation eut lieu en antenne depuis Troyes.
Dates de déclassement :
- Sens-Saint-Clément - Sens-Lyon (PK 155,200 à 156,900) : 12 novembre 1954[9].
- Voies de Port de Sens - Saint-Clément (Ligne 006 511, PK 154,926 à 155,900) : 9 octobre 1998[1].
- Malay-le-Grand - Sens-Saint-Clément (PK 151,880 à 155,200) : 9 octobre 1998[1].

## Infrastructures
Le pont sur l'Yonne à Sens était un pont-cage comportant plusieurs tabliers à la structure en croisillons. À Arcis-sur-Aube, un double pont métallique enjambe l'Aube.
Les voies sont déposées entre Sens et Petit-Villiers.
La dépose des voies au passage à niveau de la rue Gabriel Marcel à Sens (halte de Saint-Savinien) intervint en 1998.
La partie en tranchée dans Sens a été déposée courant 1999 et l'emprise transformée en promenade piétonne, ainsi qu'entre Saint-Savinien et Malay-le-Grand.
En 2006, la voie a été enlevée entre Malay-le-Grand et Le Petit-Villiers.
De 2007 à 2012, il était possible de relier le passage à niveau du Petit-Villiers à Chigy en vélorail grâce à l'association Cyclorail.
Jusque dans les années 2010, une partie de la portion restante était toujours utilisée pour desservir le silo de Villeneuve-l'Archevêque depuis Troyes. Toutefois, cette portion de ligne est neutralisée depuis 2018 avec la suppression du passage à niveau no 134 situé à Estissac, puis du passage à niveau no 122 situé à Torvilliers.
La portion de voie entre Troyes et Luyères est aussi neutralisée avec la dépose des passages à niveau dans la commune de Creney-près-Troyes.
Un trafic marchandises subsiste entre Châlons et les abords de Troyes.

### Les gares
Les bâtiments, construits par le concessionnaire privé, sont particulièrement petits et comportent trois plans types.
- La maison de garde-barrière est un bâtiment étroit de faible hauteur comprenant deux travées sous un toit à deux pans[14]. Elle est généralement disposée parallèlement à la voie ;
- La halte est un petit bâtiment à étage, très étroit[15],[16] dont le mur à l'étage est aveugle côté voies et qui a généralement reçu un appentis côté cour ;
- La gare de moyenne importance possède un corps de logis à étage aux pignons transversaux combiné à une aile basse en pans de bois hourdés de brique ; l'aile basse possède au moins deux travées tandis que les façades latérales du corps de logis ne possèdent qu'une seule série de percements par étage[17].
- À Sens-Saint-Clément, le bâtiment, sans étage, possède huit travées et est intégralement construit en pans de bois hourdés de brique. La gare d'Arcis-sur-Aube est identique mais ne comporte que quatre travées[18].

Les bâtiments en bois étaient sans doute des bâtiments provisoires destinés à être remplacés ; mis à part quelques haltes de type « Est », seule la gare de Mailly-le-Camp reçut une nouvelle gare, en briques, construite à côté de l'ancienne les autres ont été conservées jusqu'à leur démolition ou leur réaffectation en bâtiments privés.
La gare de Coolus, désormais démolie, était la seule à posséder un grand corps de logis en dur (quatre travées et un étage) que complétait une longue aile en pans de bois.

Gares de la ligne
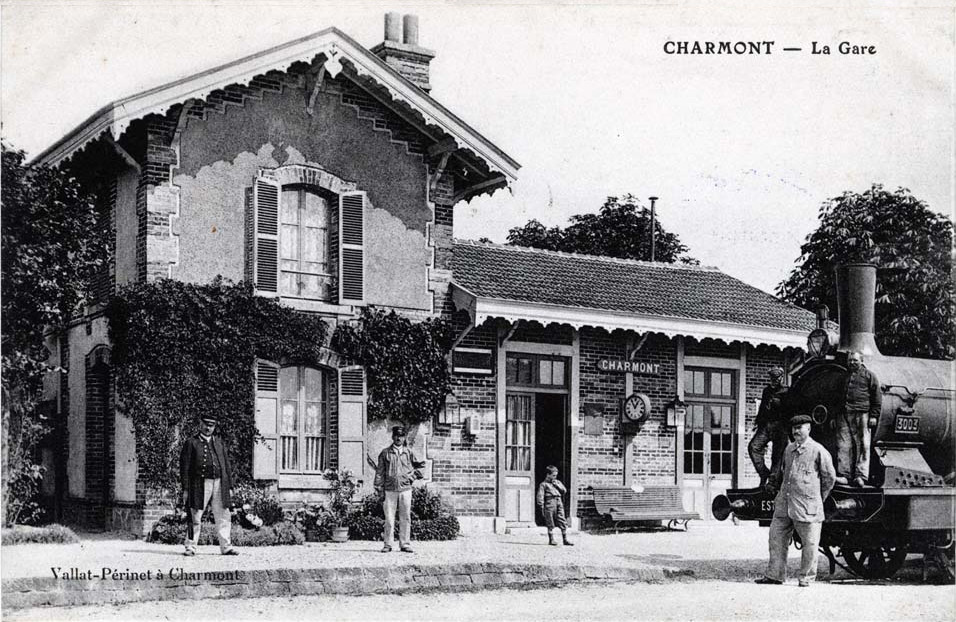
Charmont-sous-Barbuise. Gare en brique et en bois.
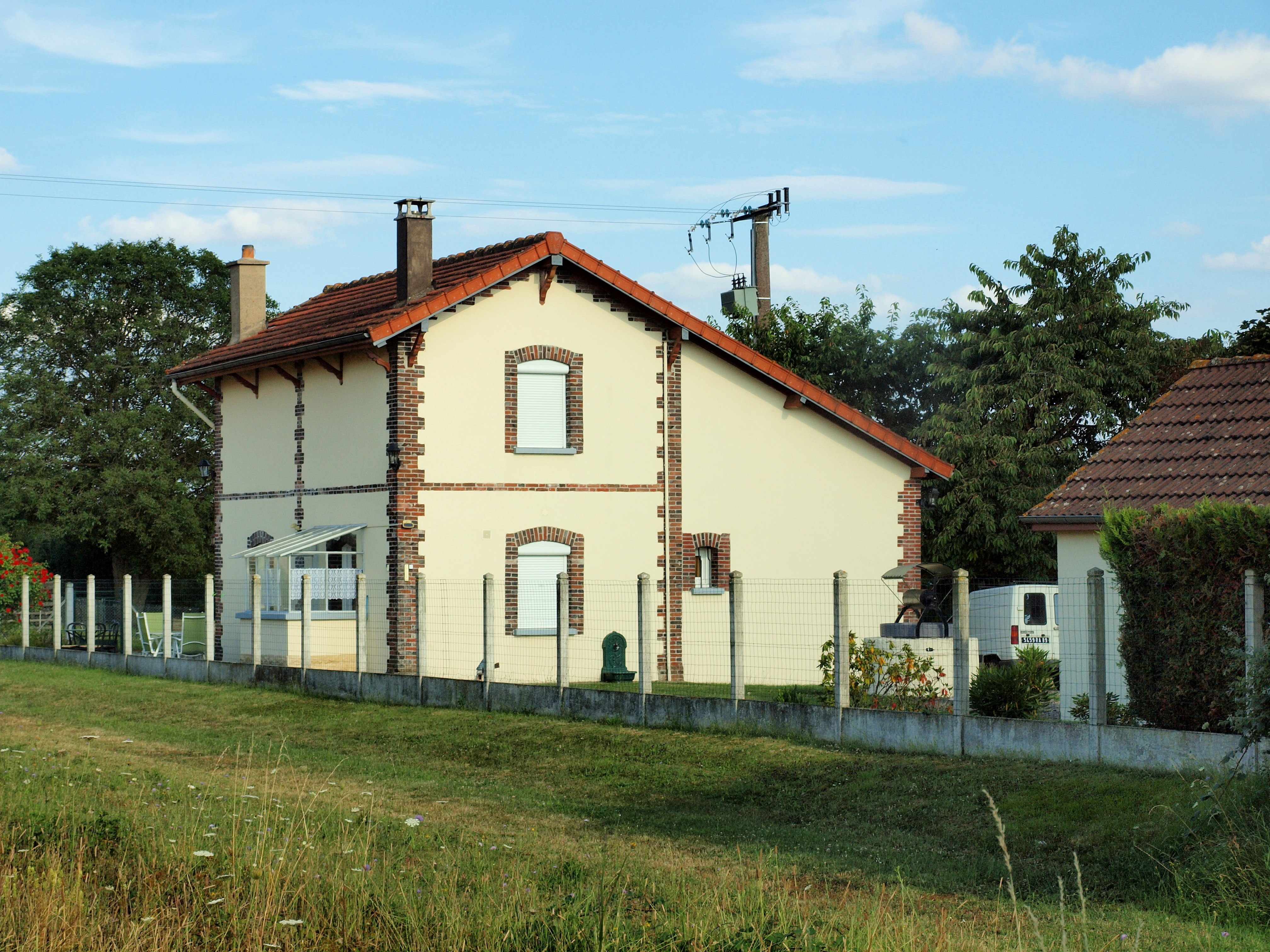
Halte de Malay-le-Petit agrandie sur le côté.

## Perspectives
Fin 2016, le CESER de la région Grand Est plaçait dans les secondes priorités le fait de remettre en service une partie de la ligne, pour le trafic voyageurs entre Coolus et Troyes, afin de desservir l'aéroport Châlons-Vatry et l'agglomération troyenne. Une partie de la ligne entre Coolus et Charmont va être modernisée.
La création d'une voie verte de 51 km est projetée de Sens à Troyes.